# لئون برگر
لئون برگر (انگلیسی: Leon Bürger؛ زادهٔ ۱۱ نوامبر ۱۹۹۹) بازیکن فوتبال اهل آلمان است.
از باشگاه‌هایی که در آن بازی کرده‌است می‌توان به باشگاه فوتبال آینتراخت برانشوایگ اشاره کرد.
وی همچنین در تیم‌های ملی فوتبال جوانان آلمان و جوانان آلمان بازی کرده‌است.